# Unterseeboot 480
LUnterseeboot 480 (U-480) est un sous-marin allemand de type VII « Alberich » utilisé par la Kriegsmarine pendant la Seconde Guerre mondiale. Il présente la particularité de posséder un équipement technologique spécifique améliorant sa furtivité.

## Historique
L'U-480 est un sous-marin construit avec une coque conçue en vue de le rendre moins et peu détectable par des sonars (principe de furtivité). Sa carène étant entièrement recouverte de caoutchouc, il était indétectable par les ASDIC alliés. 
Son revêtement en caoutchouc est bardé de multiples trous de différents diamètres, dont la propriété principale est d'absorber les ondes des sonars, empêchant de les renvoyer à l'appareil détecteur. Ce revêtement dénommé « Alberich », est également connu sous le nom de tuiles anéchoïques.
Cet U-Boot est doté des toutes nouvelles torpilles à guidage acoustique. Il est commandé par l'Oberleutnant Hans-Joachim Förster (en).
Mis en service opérationnel en octobre 1943, il est équipé d'un Schnorchel en mai 1944.
L'U-480 effectue trois patrouilles de guerre. Il détruit quatre navires alliés lors d'une patrouille dans la Manche en 1944. Le 13 juin 1944 il abat un avion Catalina du Sq. 162 de l'armée de l'air canadienne, tuant trois membres d'équipage sur les huit aviateurs (l'un des cinq survivants est sauvé par un baleinier norvégien).  
Il explose lorsqu'une mine marine touche sa poupe dans le champ de mines Brazier D2 le 29 janvier 1945 lors d'une mission au sud de l'Île de Wight, à la position géographique de 50° 22′ 04″ N, 1° 44′ 10″ O, ne laissant aucun rescapé parmi les quarante-huit membres d'équipage.

## Affectations
- 5. Unterseebootsflottille du 6 octobre 1943 au 31 mai 1944
- 9. Unterseebootsflottille du 1er juin 1944 au 17 février 1944
- 11. Unterseebootsflottille du 15 octobre 1944 au 29 janvier 1945

## Commandements
- Oberleutnant zur See Hans-Joachim Förster du 6 octobre 1943 au 29 janvier 1945 (Croix de chevalier)

## Patrouilles
|       | Commandant                 | Départ         | Départ    | Arrivée         | Arrivée   | Jours     | Succès   |
| ----- | -------------------------- | -------------- | --------- | --------------- | --------- | --------- | -------- |
|       | Oblt. Hans-Joachim Förster | 18 mai 1944    | Kiel      | 19 mai 1944     | Arendal   | 2 jours   |          |
| 1     | Oblt. Hans-Joachim Förster | 7 juin 1944    | Arendal   | 7 juillet 1944  | Brest     | 31 jours  |          |
| 2     | Oblt. Hans-Joachim Förster | 3 août 1944    | Brest     | 4 octobre 1944  | Trondheim | 63 jours  | 14 621   |
| 3     | Oblt. Hans-Joachim Förster | 6 janvier 1945 | Trondheim | 29 janvier 1945 | Coulé     | 24 jours  |          |
| Total | Total                      | Total          | Total     | Total           | Total     | 120 jours | 14 621 t |

Note : Oblt. = Oberleutnant zur See

## Navires coulés
Au cours de ses 3 patrouilles, l'U-480 coule 2 navires de guerre pour un total de 1 775 tonneaux et 2 navires pour un total de 12 846 tonneaux. 
| Date         | Nom                | Nationalité              | Tonnage | Fait  |
| ------------ | ------------------ | ------------------------ | ------- | ----- |
| 21 août 1944 | NCSM Alberni (K10) | Marine royale canadienne | 925     | Coulé |
| 22 août 1944 | HMS Loyalty        | Royal Navy               | 850     | Coulé |
| 23 août 1944 | Fort Yale          | Royaume-Uni              | 7 134   | Coulé |
| 25 août 1944 | Orminster          | Royaume-Uni              | 5 712   | Coulé |

## Divers
- Ce sous-marin fait l’objet d'un documentaire, diffusé en mars 2009 par la chaîne de télévision Arte[1],[2].
- À l'exception de l’U-480 et de l'U-486, aucun des dix autres sous-marins allemands de ce type possédant cet équipement n'a été perdu au combat.
- L'un des membres de l'équipage à avoir échappé à la mort est un timonier qui, ayant vu un camarade faire visiter le bâtiment à deux femmes, ne prit pas son bord par superstition et resta à terre en Norvège.
- L'épave de l'U-480 est retrouvée en 1998 à 58 mètres de profondeur ; elle conserve  une grande partie de la gangue de caoutchouc qui fait la spécificité de ce submersible.

### Sources
- (de) Cet article est partiellement ou en totalité issu de l’article de Wikipédia en allemand intitulé « U 480 » (voir la liste des auteurs).